# 日本におけるLGBTと政治
本項では日本におけるLGBTと政治（にほん における LGBT と せいじ）について、日本国内の各政党の、LGBTをはじめとした性的少数者についての政策・見解を中心に解説する。

## 政治的な支援
LGBTの権利は人権問題として取り上げられるが、公の場で討論となるケースはかつては多くなかった。しかし近年は討論されることも増えてきている。
2001年（平成13年）に法務省の人権擁護推進審議会は「人権救済制度の在り方について」という答申をまとめた。この答申には性的指向に基づく差別の禁止が盛り込まれ、人権擁護法案として国会に提出されたが廃案となった。
2007年（平成19年）8月11日開催の第6回東京プライドパレードには、初めて厚生労働省と東京都が後援となった。また、パレードの開催地区の渋谷区とセクシュアル・マイノリティに縁の深い新宿二丁目を擁する新宿区の区長からメッセージが寄せられた。
2014年（平成26年）の東京レインボープライドでは、安倍昭恵首相夫人が参加、性的少数者の支持を表明した。
2016年（平成28年）5月27日、民進、共産、社民、生活の野党4党が国や地方公共団体に差別の解消施策を取るよう義務付け、企業や学校が性自認や性的指向を理由とした不当な取り扱いを禁止する「性的指向又は性自認を理由とする差別の解消等の推進に関する法律案」（LGBT差別解消法案）を提出し、継続審議となった。
2023年6月には性的指向及びジェンダーアイデンティティの多様性に関する国民の理解の増進に関する法律が国会で成立し、施行された。この法律は形の上はLGBTなどの性的少数者に対する理解を広めるための施策を謳っているが、数々の問題も当事者団体等から指摘される。

## 政党
2003年（平成15年）7月10日には自民党と公明党（自公連立政権）により、第1次小泉第1次改造内閣（小泉純一郎首相）により、性同一性障害の人々の戸籍変更などを認める「性同一性障害者の性別の取扱いの特例に関する法律」（性同一性障害特例法）が成立された。同法は、翌2004年（平成16年）7月16日に施行された。
日本維新の会も、「レインボープライド愛媛」が2012年（平成24年）に行った政党アンケートで、人権問題として性的少数者らの問題に取り組んで行くことや同性結婚の導入に賛成した。ただし、日本維新の会の公約では言及していない。2014年（平成26年）には、次世代の党（当時、現在の日本のこころ）も言及したが公約では言及していない。

### 各党政策・公約
自由民主党
自由民主党は、2000年（平成12年）9月に性同一性障害に関する勉強会を発足させ、その法的扱いについて検討してきたが、南野知惠子参議院議員が中心となり、「性同一性障害特例法」案をまとめ、2003年（平成15年）7月、小泉政権の下で同法案は可決、成立した（後述）。2008年（平成20年）6月の福田康夫政権時には、一部の要件を緩和する同法改正案が成立した。
2013年（平成25年）、福田峰之衆議院議員の働きかけなどで、自民党内に「性的マイノリティに関する課題を考える会」（会長：馳浩、事務局：牧島かれん）が結成された。同会は学校で「オカマ」「おとこおんな」などと嘲笑されやすい、性的マイノリティのいじめ問題などの課題に取り組んでいる。
また、稲田朋美は2015年（平成27年）9月に米国・ワシントンD.C.で行った講演で「保守政治家と位置付けられる私ですが、LGBTへの偏見をなくす政策をとるべきと考えています」と発言している。
これまでは党として態度を明確にはしてこなかったが2016年参議院選挙にて「性的指向・性自認に関する広く正しい理解の増進を目的とした議員立法の制定」とともに、「各省庁が連携して取り組むべき施策を推進し、社会全体が多様性を受け入れていく環境を目指す」と公約で明記した。
2021年5月28日の党総務会で、同性愛者など性的少数者（LGBT）への理解増進を図る法案の扱いについて、二階俊博幹事長ら党三役に一任することを決めた。6月16日に会期末を迎える第204回国会は審議日程が窮屈で、佐藤勉総務会長は総務会後の記者会見で「会期末までに成立させるのは不可能だ」と述べた。党幹部は今国会への提出を見送る考えを示した。自民を含む超党派の議員連盟が提出を目指す法案をめぐっては、理解増進の点で自民党内は一致していたが、与野党協議を経て加わった「差別は許されない」「性自認」との文言に批判が集まった。保守派は「訴訟の乱発を招きかねない」などと懸念を示し、たびたび議論が紛糾した。総務会でも約10人が賛否を述べた後、佐藤総務会長が森山裕国対委員長と末松信介参院国対委員長から国会審議の状況を聴取。佐藤は「タイトな（日程の）中で、法案を総務会として通す方向付けはできない」と判断し、党三役預かりとした。法案を扱う内閣委員会は、政府与党が成立を目指す土地利用規制法案などの審議を抱えており、新たな法案の審議時間を確保するのは困難な情勢にある。法案を推進し、与野党協議に携わった稲田朋美元防衛大臣は記者団に「私はあきらめていない」と述べ、今国会での成立を目指す考えを強調。立憲民主党の福山哲郎幹事長は「残念だが、希望を捨てていない。自民は法案の提出、成立に向けて努力してほしい」と語った。
民進党・立憲民主党

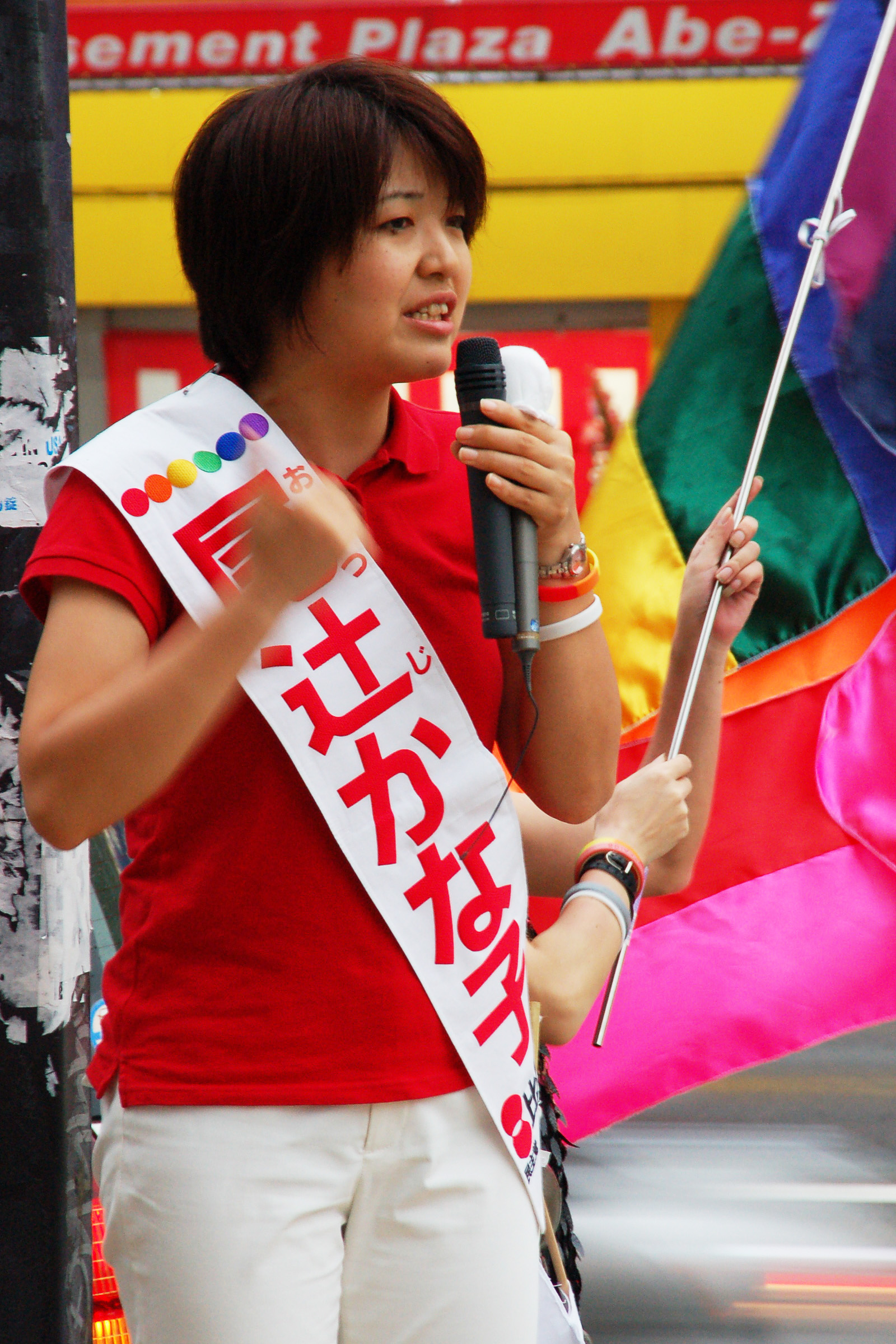
尾辻かな子

民主党時代の2013年参議院選挙の公約より言及し、「性的指向による差別や偏見をなくすよう、支援団体と協力して性的マイノリティに関する政策を充実させる」とする。具体的にはLGBT差別解消法の制定をする。また民主党政権時代、同党議員有志で「性的マイノリティ小委員会」を作り、主としてLGBTの自殺対策について討議した。また日本で初めて、自らが同性愛者と公言した政治家の尾辻かな子が国会議員として存在している。尾辻は2013年（平成25年）に参議院議員を務め、2017年（平成29年）10月22日実施の第48回衆議院議員総選挙に比例復活で当選し、立憲民主党所属の衆議院議員として国政復帰した。
希望の党・国民民主党
「ダイバーシティ社会の実現」のための政策の一つとして、「LGBTに対する差別を禁止する法律の制定」を掲げている。
国民民主党の濱口誠役員室長は、2022年10月12日に、トランスジェンダーの当事者団体のTransgender Japanが主催する集会「トランスジェンダー国会」に出席し、党を代表して挨拶した。この中で浜口役員室長は「日本はジェンダー後進国であり、立法府が責任を持って制度や仕組みを変えていくしかない。国民民主党は超党派で『LGBT差別解消法案』を国会に提出しているが、与党の賛同が得られず、まだ前に進んでいない。当事者や団体の皆さまからのお声を聞きながら、取り組みを進めていきたい」と挨拶している。
公明党
「性的指向や性自認を理由とする差別のない社会を目指し、性の多様性を 尊重し、性的マイノリティへの理解促進を図る」をする。具体的には、性別適合手術の保健適用化や性的指向・性自認に係わる児童生徒への対応について、教職員の研修を強化する、相談体制を充実させるとした。
日本共産党
「性的マイノリティの人たちの人権と生活向上のためにとりくむ」とする。具体的には性同一性障害に対応できる医療機関を増やし、性別適合手術に医療保険を適用する。公営住宅、民間賃貸住宅の入居や継続、看護・面接、医療決定の問題など、同性のカップルがいっしょに暮らすにあたっての不利益を解消する。性同一性障害者特例法の「子無し要件」を廃止する。企業が規模に応じて、相談窓口の設置や福利厚生、社内研修など適切なSOGI、LGBT対策を実施し、国、自治体としてSOGI、LGBT対策に積極的にとりくむ企業の顕彰をおこなう。公的書類における不必要な性別欄を撤廃する。すべての自治体で、東京都渋谷区や三重県伊賀市などで導入したような、同性カップルを「結婚に相当する関係」と認定する条例や施策を実現するとした。
れいわ新選組
「れいわ新選組は2021年に発表した公約の中で、国際的な人権基準に基づいた「LGBTQ+差別解消」を目的にする法律を速やかに法制化すること」、「LGBTQ+（多様な性）、ルッキズム（外見に基づく差別）、ボディシェイミング（他人の体形を蔑む）などについて理解を深める学びを、義務教育の一環」を掲げている。また、れいわ新選組は自らがトランスジェンダーと公言した政治家、元新宿区議会議員、行政書士の依田花蓮を2022年参議院議員通常選挙の比例区で公認した。依田が出馬した2022年新宿区長選挙でも支持を表明している（いずれも落選）。
社会民主党

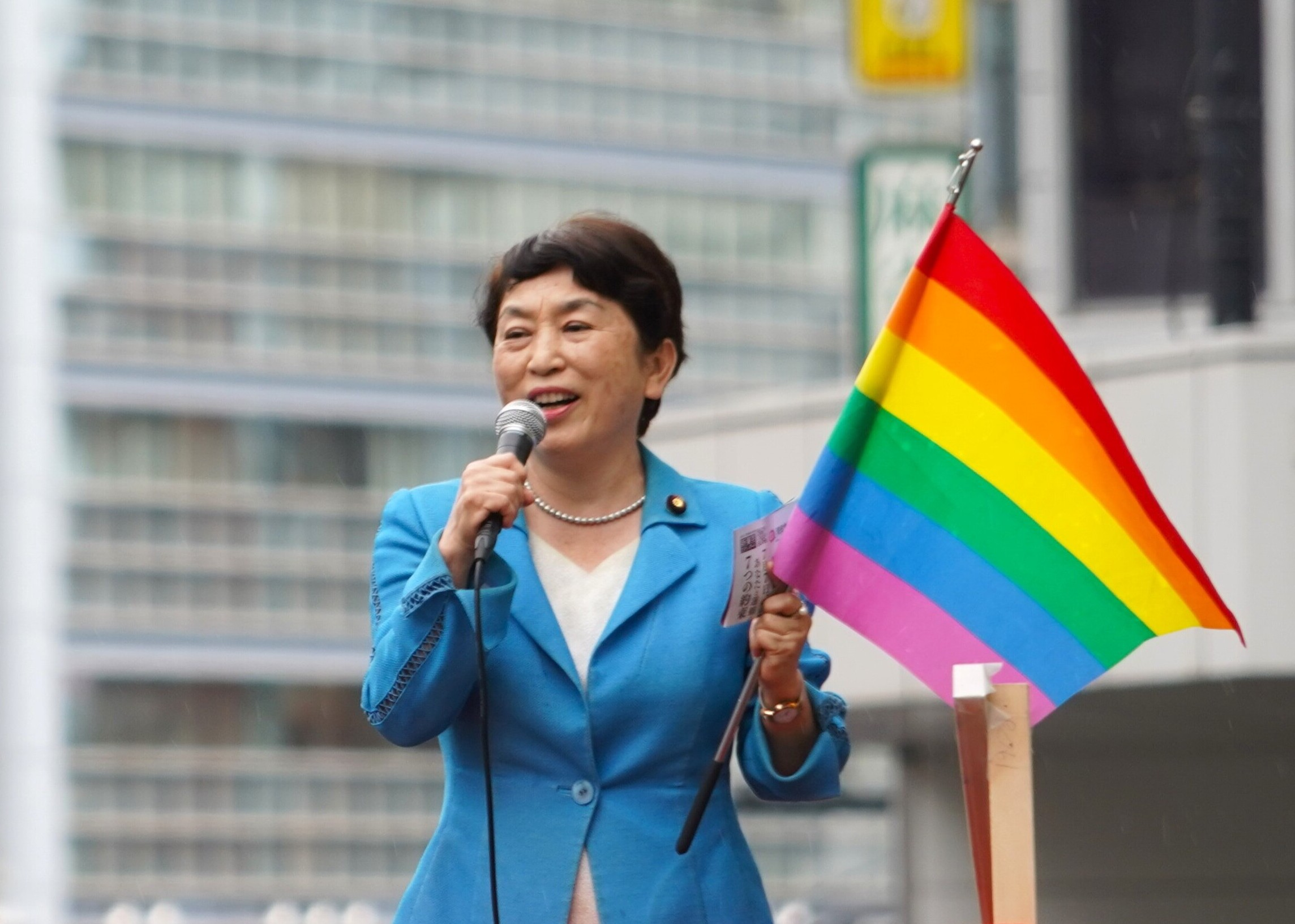
福島瑞穂, 2024

「レズビアン、ゲイ、バイセクシュアル、トランスジェンダーなどの性的マイノリティ（LGBT）への偏見解消に取り組む」とする。具体的にはLGBT差別解消法を制定する。職業・雇用、公営住宅や高齢者施設の入所などにおける差別を禁止し、教育現場において啓蒙とサポート、いじめ調査を行うとした。また、フランスの民事連帯契約法にならった制度の創設、性同一性障害者特例法の適用拡大を掲げた。2012年党首選には同性愛者の石川大我豊島区区議会員が出馬している(落選)。2014年衆議院議員選挙以降は同性婚の合法化にも言及した。
参政党
2023年4月26日の記者会見で松田学代表は「国会ではLGBTの問題がこれから審議に入る。理解促進はいいとしても差別禁止を法制化することについては、すでに諸外国で女性が生きづらくなってくるなど色々な問題があり、潮流が変わっている。元々日本は差別をしない国柄。日本の国柄の点から考え直した方がいいのではないか」と語っており、LGBT差別禁止法には強い反対の立場を掲げる。
国会に議席を持たない政党・政治団体
緑の党グリーンズジャパン
緑の党グリーンズジャパンは〈性的マイノリティへの理解と支援を進める〉とする。具体的には、学校教育の中に性的マイノリティに関するカリキュラムを位置づける。異性間の婚姻関係に付与される権利と同等の権利を、性別を問わない事実婚の社会生活を営む個人に付与する制度を確立するとした。また、DV防止法の改正・強化、職場や精神保健福祉施設での女性や性的マイノリティへのいじめやセクハラ防止の強化によって性差別に基づく暴力を根絶するとも書かれている。
幸福実現党
幸福の科学を支持母体とする幸福実現党は、2022年の声明では「男女の男女の区別を無視する風潮は国家を衰退させる」や「男女の意味をないがしろにすることは人間の堕落につながり、神の意に反する」や「LGBTQの安易な権利拡大に歯止めを」と同性愛にきわめて否定的な立場を示している。
新社会党
新社会党はLGBT差別解消法を成立を支持しており、LGBTに関する差別防止の法整備を目指している。同時に法案成立に反対する自民党の極右グループを激しく批判している。
東京・生活者ネットワーク
東京・生活者ネットワークは「性的マイノリティ(LGBT)当事者が暮らしやすいまちをつくる」とし、「性的マイノリティ(LGBT)への偏見や差別をなくすための学習をすすめる」としている。
日本国民党
日本国民党代表の鈴木信行（葛飾区の元区議会議員）は2023年5月のブログで「日本は同性愛者に寛容な社会的背景を持つ国だ。あえて権利を主張しないが、社会の中で容認されてきたのだ。」や「LGBT法が制定されれば、反日派である左翼活動家の飯の種が増えるだろう。これにより不利益を被るのは、LGBTの皆さんではないのか。守られるべき女性の権利が侵害されかねない法案は、廃案とされるべきだ。」と記述し、LGBT差別解消法の制定には激しい拒否感を記している
革命的共産主義者同盟全国委員会（中核派）
中核派系の都政を革新する会に所属する杉並区の区議会議員の洞口朋子は、『性的少数者の方たちの権利を私たちはもちろん守らなければいけない、という立場ですが、それと「女性の権利」、「女性の安全」が衝突してしまうという問題が大きい。』や『LGBTすべての人たちが「性自認至上主義」を望んでいるかと言えば必ずしもそうではない。』と語る等、女性スペースに身体男性が「心は女性なんだ」と入ってくることになりかねないと、LGBT差別解消法の制定には激しい拒否感を表明している。
雑民党（かつてあった政党）
体系的な政策はなかったが、同性愛者の東郷健が党首を務め、同性愛者の存在をアピールした。ゲイの権利を訴えた功績は大きかったが、「オカマ」という蔑称やステレオタイプな同性愛者像も同時に広めた側面もある。

### 政党アンケート

#### 2012年（平成24年）アンケート
2012年（平成24年）12月の第46回衆議院議員総選挙に際し、「レインボープライド愛媛」が各政党に対して行った「性的マイノリティに関するアンケート」（注：みんなの党は未回答）。
Q1 人権問題として同性愛者や性同一性障害者らの性的少数者について取り組んでいくことをどう思われますか？
【A】人権問題として積極的な取り組みが必要だ:民主党、日本維新の会、公明党、共産党、社民党
【B】人権問題として取り組まなくてよい：自由民主党
【C】同性愛に人権という考えはあてはまらないように思う：
【D】個人的な問題であり差別や偏見を被るとしたら同性愛という立場を自ら選択したことに原因がある：
【E】答えられない／分からない：国民新党
Q2性的少数者の人権を守る施策の必要性について
【A】社会の理解が不足している課題なので積極的な啓発や施策が必要だ：民主党、日本維新の会、公明党、共産党、社民党
【B】差別や偏見は特段に無いと思うので積極的な取り組みは必要ない：
【C】人権問題として扱うものではない：
【D】同性愛や性同一性障害を助長していくような施策は必要無い：
【E】性同一性障害者への施策は必要だが、同性愛者へは必要がない：自由民主党
【F】答えられない／分からない：国民新党
Q3 同性結婚について
【A】同性でも婚姻制度を適用できるようにすべきだ：日本維新の会、社民党
【B】現在の結婚に変わる制度、異性同性を問わず利用できるパートナー制度が出来るべきだ：日本共産党
【C】こうした制度は異性間のものであるべきで特に必要ない：自由民主党
【D】答えられない／分からない：民主党、公明党、国民新党

#### 2014年（平成26年）アンケート
また、2014年（平成26年）の第47回衆議院議員総選挙に際し同団体が行ったアンケートは以下のとおりである。（注:維新の党、生活の党は未回答）
Q1人権問題として同性愛者や性同一性障害者らの性的少数者について取り組んでいくことをどう思われますか？
【A】人権問題として積極的な取り組みが必要だ:民主党、公明党、次世代の党、日本共産党、社民党
【B】人権問題として取り組まなくてよい：自由民主党
【C】同性愛に人権という考えはあてはまらないように思う：
【D】個人的な問題であり差別や偏見を被るとしたら同性愛という立場を自ら選択したことに原因がある：
【E】答えられない／分からない：
Q2性的少数者の人権を守る施策の必要性について
【A】社会の理解が不足している課題なので積極的な啓発や施策が必要だ：民主党、公明党、次世代の党、日本共産党、社民党
【B】差別や偏見は特段に無いと思うので積極的な取り組みは必要ない：
【C】人権問題として扱うものではない：
【D】同性愛や性同一性障害を助長していくような施策は必要無い：
【E】性同一性障害者への施策は必要だが、同性愛者へは必要がない：自由民主党
【F】答えられない／分からない：
Q3性的マイノリティ当事者がいることを想定した学校教育について
【A】年齢に応じた形で、学校教育において性の多様性（性的指向→異性愛や同性愛などがあることなど）を教え、差別や偏見を取り除いていく必要がある：民主党、公明党、次世代の党、日本共産党、社民党
【B】生徒と向き合えるよう、まずは教職員向けの研修が必要だ：
【C】学校教育で教えていく必要は無い：
【D】答えられない／分からない：自由民主党（党内で議論したことがないが、性同一性障害者の人権は守っていく）
【E】その他自由筆記：自由民主党
Q4性的マイノリティ当事者を理由とした解雇や不利益な人事について
【A】性的マイノリティを理由とする解雇や不当な人事は人権侵害である：自由民主党、次世代の党、日本共産党、社民党
【B】雇用者の判断に委ねられるべきものだ：
【C】仕方がない部分もある：
【D】答えられない／分からない：公明党
【E】その他自由筆記：
Q5警察で同性愛者を特定する狙いのあった適性検査（MMIP検査）を採用試験に使用することについて
【A】問題のある検査方法だと思う：民主党、公明党、次世代の党、日本共産党、社民党
【B】警察官には同性愛者を採用するべきではない：
【C】仕方がない部分もある：
【D】答えられない／分からない：自由民主党、公明党'
【E】その他自由筆記：
Q6性的マイノリティのいじめ・自殺問題について
【A】自殺・いじめ対策に性的マイノリティへの意識を持って進めていくべきだ：自由民主党、民主党、公明党、次世代の党、日本共産党、社民党
【B】特に意識する必要がない：
【C】仕方がない部分もある：
【D】答えられない／分からない：
【E】その他自由筆記：
Q7性同一性障害との診断を受けた夫が第三者の精子を使って妻との間に人工授精でもうけた子を嫡出子として認めないことに対し最高裁で違憲判決が出たことについて（複数回答可）
【A】子供が戸籍上の差別を受けないように嫡出子とすれば良い：日本共産党、社民党
【B】性別を変更した夫が認知するのならば夫の嫡出子として問題ないと思う。：自由民主党
【C】嫡出子・非嫡出子という区別自体が差別であると思う。：次世代の党、日本共産党
【D】この夫の生物学的な子とは認められない。判決がおかしい。：
【E】答えられない／分からない：公明党
【F】その他自由筆記：民主党(最高裁の判決を尊重すべき）
Q8同性婚について
【A】同性でも婚姻制度を適用できるようにすべきだ：次世代の党、社民党
【B】現在の結婚に変わる制度、異性同性を問わず利用できるパートナー制度が出来るべきだ：日本共産党
【C】こうした制度は異性間のものであるべきで特に必要ない：自由民主党
【D】答えられない／分からない：
【E】その他自由筆記：民主党（性的少数者の意志を尊重できるよう、今後検討していきたい）
Q9単身者増加に対する施策（複数回答可）
【A】単身者でも豊かに不安無く暮らせる社会を目指すための施策を考えたい：自由民主党、民主党、公明党、日本共産党、社民党
【B】公営住宅に単身者の入居ができるようにする：社会民主党
【C】共同生活を行うものを世帯や家族とみなす制度を導入する：日本共産党、社会民主党
【D】シェアハウスへの支援や補助を行う社会民主党：
【E】単身者の孤立を防ぐため、若いうちからの当事者同士や地域とのつながりを作れる為の施策を実施：民主党、日本共産党、社民党
【F】シングルでの子育てもよりしやすくなるための施策を充実させる：民主党、次世代の党、日本共産党、社民党
【G】未婚者が減るように婚活支援をしていく：民主党
【H】単身者には独身税など社会負担を増やす：
【I】未婚でも過ごしやすくすると少子化が進むので不要：
【J】単身でいることは自己責任であるため、施策は特に必要ない：
【J】その他自由筆記：
Q10同性カップルが里親になることについて
【A】同性カップルでも里親になってよい：次世代の党、日本共産党、社民党
【B】同性カップルだけでなく、一人でも里親となってよい：日本共産党、社民党
【C】子どもには男女の両親が必要だ：
【D】同性の親では子どもがいじめられるので認められない：
【E】答えられない／分からない：公明党
【F】その他自由筆記：自由民主党（子供の成育の観点から判断するべき）、民主党（今後検討していきたい）
Q11男性同性愛者の献血が事実上できないことについて（複数回答可）
【A】男性同性愛者だからというだけで献血を断ったり、差別を助長する問診をするのはおかしい：社民党
【B】HIV感染の確率が高く感染の不安があるのだから断るのが妥当だ：
【C】日赤の判断を尊重したい：自由民主党、次世代の党
【D】答えられない／分からない：民主党、公明党
【E】その他自由筆記：自由民主党（専門家による疫学的な観点からの議論を踏まえて日本赤十字社が決定しているが、献血の善意を示した方が納得できるよう丁寧に説明し、理解を得るべき）、日本共産党（同性愛者の献血かどうかにかかわらず、血液の検査は厳密に行われなければならない）
Q12HIVなど性感染症の予防対策や啓発について
【A】年齢に応じた学校教育の現場で、正しく実用的な性教育・予防啓発を行うべきだ：民主党、公明党、次世代の党、日本共産党、社民党
【B】男性間の性的接触など、感染が進んでいる層に対しもっと施策を注入していくべきだ：
【C】現在の程度で、幅広く社会的な教育や啓発を行っていったので良い：自由民主党
【D】性行為という自己責任の部分が多く、個人や家庭の問題である：
【E】答えられない／分からない：
【F】その他自由筆記：
Q13家族や友人から同性愛や性同一性障害であることを告白（カミングアウト）されたら
【A】彼らを尊重し応援したいと思う：民主党、公明党、次世代の党、日本共産党、社民党
【B】距離をおきたいと思う：
【C】差別や偏見で苦労するだろうから異性愛者としてや、戸籍上の性別のままで生きるように諭す：
【D】答えられない／分からない：自由民主党
【E】その他自由筆記：

## 政党と差別の歴史
近年、日本の政党もLGBT政策を公約に掲げ始めたが、戦後史の中では、同性愛者に無関心か差別的だった歴史がある。

### 保守派
資本主義・自由主義陣営の保守派にもホモフォビアがあった。たとえばアメリカ合衆国で赤狩りを推進した検事のロイ・コーン（晩年はドナルド・トランプの弁護士となった）はジョーゼフ・マッカーシー上院議員の反ゲイ政策を積極的に支持し、ゲイの権利擁護に反対する発言をしばしば行った。同性愛行為が完全に合法化されたのは、アメリカ合衆国では2003年のことである（ローレンス対テキサス州事件）。アメリカの保守・極右勢力では2020年代初頭よりLGBTやアライ（支援者）などの進歩派が、LGBTに関する教育やLGBTの権利擁護運動を子供に対するグルーミング手段として組織的に利用しているとする陰謀論（LGBTグルーミング陰謀論）が拡散されている。
日本では、自民党は同性愛に関してまとまった考えなどは表明してこなかったが、一部地方議員には同性婚を「家族の否定」だとして反対する立場を取る政治家もいる。韓国発祥の統一協会も同性愛に否定的であり、統一協会から支援を受けた自民党の議員らのLGBT当事者や女性への差別的な施策を促進する要因になったという指摘もある（旧統一協会と自民党のジェンダー政策をめぐってを参照せよ。）。
「レインボープライド愛媛」が2012年衆議院議員総選挙に際し行ったLGBT施策の政党アンケートで同党は、性的少数者の人権を守る施策について、性同一性障害に関しては必要としているが、同性愛については「取り組んで行かなくてもよい」と回答した。他の保守政治家では、石原慎太郎が「同性愛者は足りない感じがする」、「私はホモといわれる種族の男たちにはアレルギィ的な反応を示すたちで、興味がないだけでなくて、どうにも好きになれない」と発言し、維新政党・新風の故・松村久義は2004年参院選の政策アンケートで、「同性愛者は異常性愛嗜好者である。この者達の人権等を認めるとなると、ロリコン・小年愛、果ては死姦まで認めなければならない。監禁すべきである」「日本社会から、ホモの排除を要求する」と回答した（ただし松村個人の発言であり、党の公式見解ではなかった。新風事務局もこの発言当時「同性愛も人間と人間が愛すことには変わりない」と書いている）。
2018年7月には自民党の杉田水脈衆院議員が「新潮45」への寄稿で、同性カップルを念頭に「彼ら彼女らは子供を作らない、つまり『生産性』がない。そこに税金を投入することが果たしていいのかどうか」と行政による支援を疑問視した。これに対し人権意識を欠いた記述だと批判が上がり、原則政治的中立を保つとされる東京レインボープライドも含め自民党本部前で大規模な抗議活動が行われた。これに対し自民党本部は「性的な多様性を受容する社会の実現を目指し、性的指向・性自認に関する正しい理解の増進を目的とした議員立法の制定に取り組む」「杉田議員の寄稿は問題への理解不足と関係者への配慮を欠いた表現があることも事実であり、本人には今後、十分に注意するよう指導した」との声明を発表した。
2022年6月には自民党議員が複数人参加した神道政治連盟国会議員懇談会の中で、性的少数者や精神障害者に対する差別的な言説を展開する資料が配布された。冊子には「同性愛は精神障害、または依存症」などと記されていた。

### 左派
一方左派の側にもLGBT当事者に対する差別的な主張や行動が見られた。かつてスターリンの血の粛清以来、共産主義・社会主義圏の大半の国々で同性愛に非常に厳しい姿勢が取られ、同性愛者を収容所に収監し思想教育をするなどしていた。ソビエト連邦などでは大粛清の口実にされていたり、中華人民共和国の毛沢東も同性愛者らを「性的な逸脱者」として彼らの性的去勢を信じ、成人間の合意に基づく同性愛行為も「流氓罪」として、拘留や労働教育刑などの対象になった。こうした「同性愛はブルジョワ的頽廃」というイデオロギーが、1980年代頃までの日本の革新政党にも影を落としていた。
日本においても日本社会党時代、社会主義協会（社会党最左派派閥）代表の向坂逸郎がゲイの東郷健に対し、「ソビエト共産主義になればお前の病気は治ってしまう」と発言した。日本共産党も党員がゲイが集まる旅館のロッカールームで他人の下着を盗む事件を起こした時に、窃盗を非難するだけではなく、同性愛そのものを「ブルジョア的頽廃」と否定した。また1993年放送の日本テレビ系ゲイドラマ『同窓会』について、共産党機関紙・赤旗は「青少年教育に悪影響を与える」と書いていた。このほか政党には属さないが、マルクス主義フェミニストである上野千鶴子も「私は同性愛者を差別する。なぜなら彼らは自然に反しているからだ」と断じていた。このように当時の革新政党らは、ゲイを差別する側に立っていた。（ただし1990年代頃から変化し始め、当時の社会党機関紙「社会新報」にLGBT関連記事が載り始めるようになり、2000年代には共産党機関紙、「赤旗」にもLGBT関連記事が載り始めた。）社民党は2002年、共産党は2020年の日本共産党第28回大会にて正式に過去の性的少数者への差別認識の取り消しを発表した。
ちなみに同性愛団体への東京都施設貸し出し拒否の是非が争われた東京都青年の家事件も、キリスト教原理主義団体がゲイ団体に嫌がらせをしたことが発端であり、かつて同性愛者差別発言をした上野千鶴子はクリスチャン・ファミリーの出身である。

### その他
井原西鶴は「天照る神代のはじめ、浮橋の河原に住める尻引きといへる鳥のをしへて、衆道にもとづき、日の千麿の尊を愛したまへり。万の虫までも若契の形をあらはすがゆゑに、日本を蜻蛉国（せいれいこく）ともいへり」（『男色大鑑』巻一冒頭）と述べている。大島清は「日本の古代人がホモに寛容であった」、「獣姦や、とくに実母との相姦がタブーであった古代でも、同性愛は大目にみられていた」と指摘している。織田信長は小姓の森蘭丸を寵愛し、幕末の志士・西郷隆盛には月照と同性心中を企てた有名な逸話がある。新撰組局長、近藤勇の書簡にも新選組内で男色が流行していると記されている。華族階級でも男色は盛んに行われていたが、それでも「変態的」醜行とされていたことに変わりはなく、細川護貞と酒井恕博が学習院在学中の男色関係を理由に不良団「百足」から恐喝され、当時の金員で数千円を支払った。このほか、徳川家達も華族会館の給仕を鶏姦して口止め料を支払う羽目になった上、この醜聞のために学習院総裁就任の話が立ち消えになったことがある。
保守系出版社の雄、文藝春秋を創刊した菊池寛、戦時中に政治結社をつくって挺身行動隊の副隊長をやるなど保守運動に邁進し、戦後、会員制の同性愛雑誌『同好』を大阪で創刊した毛利晴一、戦後保守思想を代表する三島由紀夫が同性愛者として知られている。ただし三島の同性愛傾向について保守派評論家の村松剛は「仮面」と位置づけている。この分析に対しては「村松の考えの中にホモフォビアが無いとは言えず」との批判がある。また、保守派の論客の渡部昇一も「今日一部で同性結婚というものが認められ、流行のようになっているが、これにはかなり問題がある」、「日本は同性愛に対して昔から寛容な国だが、それを法として認めるというのはまた話が違う」、「自然法の根幹としては、国造りをした神様が夫婦の道を示しているわけだから、これを正しいものとみなしてきたのである」と述べ、異性婚を日本の正しい伝統と位置づけている。さらに、保守派の教育学者である高橋史朗は「国民の道徳心を低下させ、国民としての誇りとアイデンティティーを『完全に破砕』するための長期洗脳計画を研究したのがタヴィストック研究所であるが、その一つが同性愛を推奨することにあった。性役割や男らしさ・女らしさを否定する『性革命』によって、性道徳を破壊し、『女性を社会に進出させて税収を増やし、家族崩壊へと導く「男女同権運動」』を推進する戦略を考案したのである」と述べている。

### 注記
1. ↑  時のNKVD長官ニコライ・エジョフは同性愛者ということで粛清の対象にされている。
2. ↑  日本社会党の向坂逸郎は東郷健に「ソビエト共産主義になればお前の病気は治ってしまう。」と発言したが、実際のソ連では同性愛は大粛清の口実の一つとなっていた。後に保坂展人が社民党として謝罪し、社会主義協会も2002年論文内で当時の発言を批判した。ただ向坂本人は自身の発言を撤回していない。[要出典]
3. ↑  しかしゲイドラマ『同窓会』の放映時間帯には、ゲイタウン新宿二丁目が閑散としたほど同ドラマにはゲイの共感者が多かった[要出典]。